# بيل كامبل
بيل كامبل (بالإنجليزية: Bill Campbell)‏ هو سياسي أمريكي، ولد في 8 أبريل 1942. حزبياً، نشط في الحزب الجمهوري. وقد انتخب عضو جمعية ولاية كاليفورنيا.